# Билинга
Билинга (Bilinga) — древесина, получаемая от деревьев вида Nauclea diderrichii, произрастающих в тропических лесах западной, центральной и восточной Африки.

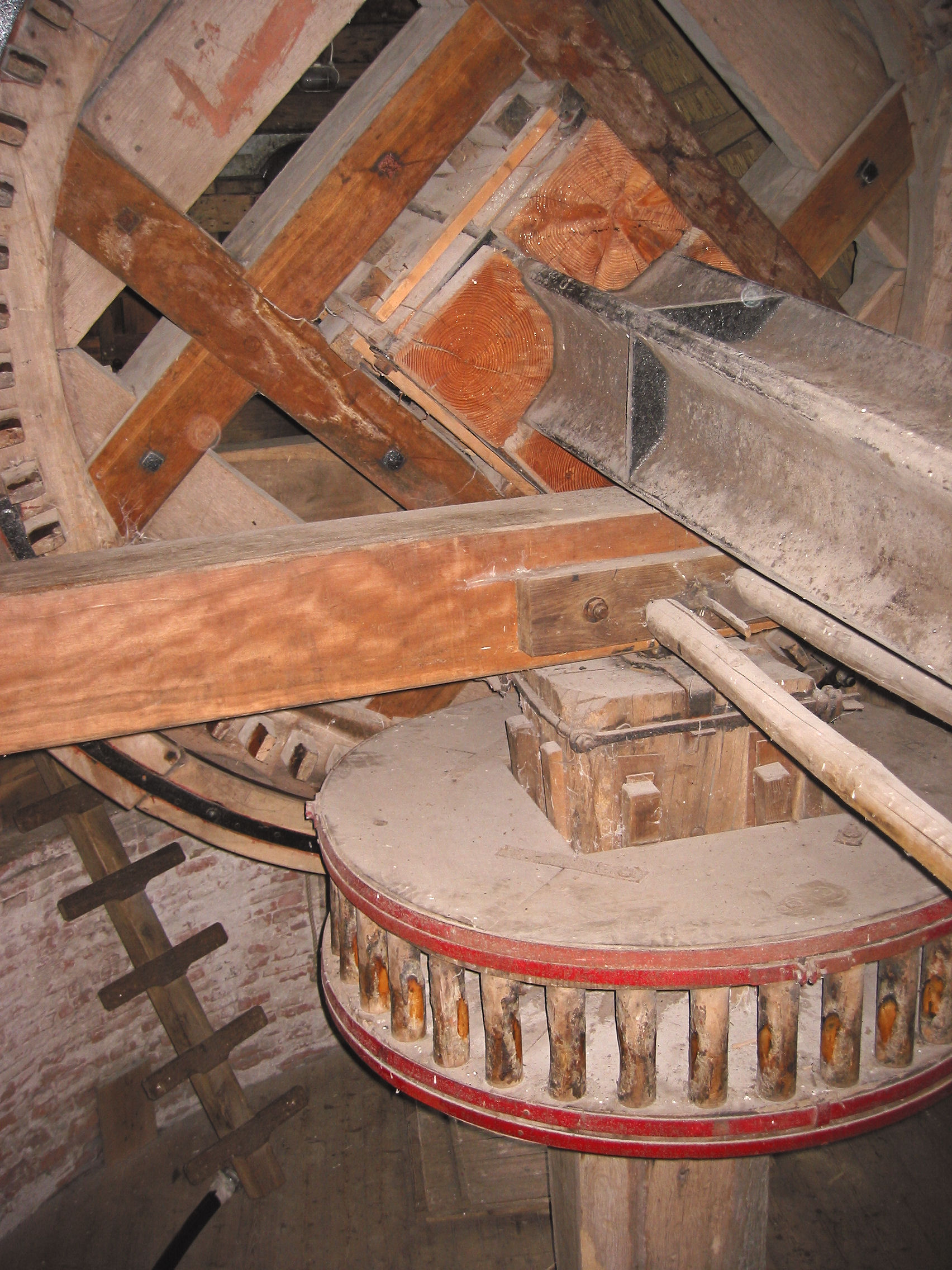
Балка из билинги

## Другие названия
Основные местные названия: Ангола — Engolo; Бенин, Нигерия — Opepe; Габон — Bilinga; Гана — кусиа (Kusia); Демократическая Республика Конго — бонкангу (Bonkngu), N’gulu-Maza; Камерун — акондок (Akondok); Конго — Linzi, Mokesse, N’gulu-Maza; Кот-д’Ивуар — бади (Badi); Либерия — Kusia; Сьерра-Леоне — Bundui; Уганда — килинги (Kilingi).

## Свойства
Ядровая древесина бывает золотисто-жёлтого, жёлто-красного или коричневого цвета, с оранжево-красными полосами. Розовато-жёлтая заболонь отличается по цвету от ядра. Плотность колеблется от 630 до 780 кг/м³, в среднем 700 кг/м³. Текстура крупная, структура волокон часто волнистая и спутанная (свилеватая).
Очень прочна. Устойчива к воздействию влаги, насекомых, термитов и морским точильщикам.
Хорошо полируется.
Страны произрастания — Ангола, Бенин, Габон, Гана, Демократическая Республика Конго, Камерун, Конго, Кот-д’Ивуар, Либерия, Нигерия, Сьерра-Леоне, Уганда.
Бревно имеет диаметр от 60 до 90 сантиметров, толщина заболони — 3-5 сантиметров (явно выражена), текстурированность средняя.
Цвет древесины оранжево-желтый. Ядровая древесина желто-золотая или оранжево-желтая с незначительным муаром.
Физические характеристики: Плотность 0,76 г/см3, Твердость по Monnin 5,3, Коэффициент объемной усадки: 0,55 % Общая радиальная усадка: 4,5 % Точка насыщения волокон: 25% Прочность умеренная.
Механические характеристики: Сопротивление раздавливанию: 63 Мпа Статическая прочность на изгиб: 95 Мпа Модуль упругости: 14660 Мпа
Стойкость к грибкам: класс 1 очень устойчивая; древоточцы: стойкая, риск ограничен заболонью; термиты: класс D — устойчиво; проницаемость: 4 — непроницаемая; класс использования: 4 — контакт с землей, сыростью, водой.
Требование к защитной обработке: Против древоточцев — не требует защитной обработки; против риска временного увлажнения — не требует необходимую защитную обработку; против риска постоянного увлажнения — не требует необходимую защитную обработку. Распиливание и обработка: затупляющий эффект режущих кромок — нормальный; рекомендуемые зубья — обычные или с примесями стали; режущие кромки — обычные; лущение — плохо; строгание — хорошо.

## Использование
Древесина билинги часто используется для изготовления несущих элементов строительных конструкций, а также для других применений с повышенными требованиями к свойствам древесины, таким как покрытия причалов, пристаней, днища вагонов. Используется в кораблестроении для строительства палуб. Также применяется для изготовления паркетов, в мебельном производстве, в отделке интерьеров, для изготовления декоративных токарных изделий.
Применение: Шпалы, Грубые столярные изделия, Мосты (части в контакте с водой или землей), Гидротехнические сооружения (морская вода), Промышленные полы, Столярные изделия (мебель высокого класса), Полы в транспорте и контейнерах, Мебельные компоненты, Шпон строганый, Судостроение (обшивка и палуба), Внешняя облицовка, Интерьерные столярные изделия, Внутренняя облицовка, Мосты (части не в контакте с водой или землей), Устойчивость к ряду кислот.
Монтаж: гвоздевание/свинчивание — хорошо, с предварительным высверливанием; склеивание — правильное. Легкая тенденция к растрескиванию при гвоздевании. Склеивать осторожно — кислотная древесина.